# 郭加强
郭加强（1923年—2010年5月24日），男，直隶（今河北）临榆人，中国心血管外科专家，曾任中国医学科学院阜外医院研究员、博士生导师。